# Контини, Джованни Баттиста
Джованни, или Джован Баттиста Контини (итал. Giovan Battista Contini; 7 мая 1642, Монтальчино, Тоскана — 16 октября 1723, Рим) — итальянский архитектор позднего римского барокко.

## Биография
Джованни был сыном архитектора Франческо Контини и учеником великого Джованни Лоренцо Бернини, к которому оставался привязанным на протяжении всей своей жизни. Он был многосторонне одарённой личностью, работал в области гражданской и церковной архитектуры, городского планирования, театральной и гидротехники.
Вначале Контини работал в Риме, но затем стал получать заказы из различных городов Папского государства и Неаполитанского королевства. Он прославился как оформитель убранства частных капелл, был автором оформления многих праздничных мероприятий, монументов и надгробий. Одной из его первых работ стала капелла Маркаччони в римской церкви Санта-Мария-дель-Суффраджио (1674). Однако более значительными были капелла Санта-Катерина, построенная для семьи Эльчи в базилике Санта-Сабина, и капелла Сан-Пьетро д’Алькантара, возведённая в базилике Санта-Мария-ин-Арачели.
После смерти Бернини в 1680 году Джованни Баттиста Контини занял освободившуюся должность архитектора Апостольской палаты. В 1683 году Контини стал председателем Академии Святого Луки где, однако, проявлял мало активности; в этот период он создал проект колокольни собора в Сарагосе (Испания). Он также сменил Франческо Борромини на строительстве церкви Сант-Иво-алла-Сапьенца, где создал алтарь. В 1686 году он отправился из Монтекассино в Катанию, где был одобрен его проект новой церкви монастыря Сан-Николо-л’Арена и всего аббатства Кассино, пострадавшего от извержения вулкана Этна в 1669 году.
В 1689 году ему было поручено построить церковь и монастырь ораторианцев в Мачерате (Марке). Также в Мачерате он построил Палаццо Буонаккорси. С 1689 по 1704 год Контини сотрудничал с Карло Фонтаной, с которым он также разработал планировку садов двора Бельведер в Риме. В тот же период он построил Палаццо делла Бадия в Монтерози и церковь Сан-Доменико в Равенне.
После землетрясения в Аквиле 1703 года Джованни Контини призвали восстановить базилику Сан-Бернардино, но его проект, который включал в себя смелую восьмиугольную призматическую конструкцию, поднятую на всю высоту барабана, не получил одобрения. Однако Контини руководил ремонтными работами базилики вместе с Филиппо Бариджони и Себастьяно Чиприани. В этот период он разработал новаторский барочный проект церкви Святых Стигматов Святого Франциска, но строительные работы начались только в 1714 году.
Контини создал множество других проектов, он был членом римской Академии Святого Луки и учителем Габриэле Вальвассори.
Контини также был автором декораций и театральных интерьеров; в 1712 году он основал театр «Аркадия» и множество других зрелищных зданий для принца Франческо Марии Марескотти Русполи. Он также активно занимался гидротехникой, и между 1690 и 1693 годами ему пришлось бороться с наводнением реки По.
Архитектор скончался 16 октября 1723 года в Риме и был похоронен в фамильной капелле церкви Санта-Мария-ин-Валичелла.
- Капелла Святой Екатерины Сиенской в церкви Санта-Сабина. 1671. Рим
- Купол капеллы
- Церковь Святых Стигматов Святого Франциска. Интерьер
- Колокольня собора в Сарагосе. 1683
- Кенотаф Барберини. Офорт Д. Баррьере по проекту Дж. Б. Контини
- Катафалк М. Б. Русполи в церкви Санта-Мария-ин-Валичелла. 1681. Рим
- План бенедиктинского монастыря Сан-Николо-л'Арена. 1686. Катания

## Основные постройки
- Капелла Маркаччони церкви Санта-Мария-дель-Суффраджио. 1674. Рим
- Капелла Санта-Катерина базилики Санта-Сабина. 1671. Рим
- Капелла Сан-Пьетро д’Алькантара базилики Санта-Мария-ин-Арачели. 1682—1684. Рим
- Колокольня собора в Сарагосе. 1683
- Алтарь церкви Сант-Иво-алла-Сапьенца. 1684. Рим
- Реставрация церкви Сан-Филиппо Нери. 1685. Чинголи
- Церковь и монастырь Сан-Николо-л’Арена. 1686. Катания
- Палаццо делла Бадия. 1690. Монтерози
- Палаццо Буонаккорси. 1697. Мачерата
- Реставрация церкви Сан-Доменико. 1699. Равенна